# Protest proti zakonu o visokem šolstvu
Protest proti zakonu o visokem šolstvu je potekal 16. aprila 2014 na Kongresnem trgu v Ljubljani. Udeležilo se ga je nekaj tisoč študentov in podpornikov.
Udeleženci so izražali nestrinjanje s predlogom novega zakona o visokem šolstvu, saj so menili, da odpira vrata uvajanju šolnin na rednem študiju in vodi v komercializacijo univerz. Proteste so podprli študentsko društvo Iskra, sindikat SVIZ, Stranka za trajnostni razvoj Slovenije, stranka Solidarnost in ostali. K udeležbi protesta je pozvala tudi Iniciativa za demokratični socializem. Študentska organizacija Slovenije in Dijaška organizacija Slovenije protesta nista podprli.
Protestnike je nagovorilo več govorcev, med drugim tudi predsednik ZZZS Dušan Semolič. Protestniki so od Kongresnega trga odšli pred stavbo ministrstva za izobraževanje. Protestniki so k odstopu pozvali ministra za šolstvo Jerneja Pikala.
Ministrstvo za šolstvo je protestnikom zagotovilo, da zakonski predlog ne uvaja šolnin na rednem študiju. Minister Pikalo je očitke protestnikov, da bi predlagan zakon uvajal šolnine, odločno zanikal in izrekel soglasje s protestniki glede nasprotovanja šolninam v visokem šolstvu.